# كريستيان سانشيز (لاعب كرة قدم أرجنتيني)
كريستيان سانشيز (بالإسبانية: Cristián Sánchez)‏ هو لاعب كرة قدم أرجنتيني في مركز الوسط، ولد في 2 أكتوبر 1991 في Granadero Baigorria ‏ في الأرجنتين. لعب مع تيرو فيديرال.

## وصلات خارجية
- كريستيان سانشيز (لاعب كرة قدم أرجنتيني) على موقع قاعدة بيانات كرة القدم.إي يو (الإنجليزية)
- كريستيان سانشيز (لاعب كرة قدم أرجنتيني) على موقع Soccerway.com (الإنجليزية)